# Gaspard Duchange
Gaspard Duchange est un graveur français né à Paris le 9 avril 1662 et mort à Paris le 6 janvier 1757.

## Biographie
Graveur à la pointe et au burin, il a d'abord été élève de Guillaume Vallet où il a dû apprendre à utiliser le burin, puis il est entré chez Girard Audran où il a appris l'eau-forte et le burin. Il a dû être un élève de Pierre Drevet.
Il entre à l'Académie royale de peinture et de sculpture, en 1707, en présentant le portrait de François Girardon d'après Hyacinthe Rigaud ainsi que celui de Charles de La Fosse, d'après le même Rigaud. Ces deux portraits sont traités à la manière de Pierre Drevet. Il a probablement été un de ses élèves car à la vente de la collection de Pierre Drevet par son neveu Claude Drevet, en 1782, il y avait deux cuivres représentant les Vendeurs chassés du Temple et le Repas chez le Pharis, d'après des tableaux de Jean Jouvenet, réalisés par Gaspard Duchange vers de 1703-1704.
Selon Claude-Henri Watelet, Gaspard Duchange est un des graveurs qui ont accordé le plus moelleusement, avec beaucoup de propreté, mais sans froideur, les travaux de la pointe avec ceux du burin. Il est considéré comme le graveur avant trouvé le grain le plus favorable pour représenter les chairs des femmes.
Il a été un des graveurs ayant réalisé les estampes illustrant le sacre de Louis XV, commencé en 1722, terminé et présenté au roi en avril 1732
Il a gravé d'après le Corrège trois estampes célèbres représentant Io, Léda et Danaé. Il a aussi gravé cinq planches à partir des tableaux de Rubens pour la galerie du palais du Luxembourg, mais à partir de dessins faits par Jean-Baptiste Nattier
Il a été un éditeur et un marchand d'estampes. Son collaborateur Nicolas-Dauphin de Beauvais épousa sa fille.

## Famille
- Jacques Duchange, maître tapissier, marié à Gabrielle Langlois[7],
  - Gaspard Duchange marié le 21 octobre 1687 à Marie-Magdelaine Bourgeois, fille de Guillaume Bourgeois, marchand mercier,
    - Marthe Duchange (vers 1689-1778), mariée le 29 juin 1720, au miniaturiste et pastelliste Jean-Baptiste Gille, dit « Colson », fils de Sébastien Gille et de d'Anne Colson[8],
      - Jean-Gaspard-Gille Colson (1721- )
      - Jean-Claude-Gille Colson (1725-1778), dit Bellecour, acteur
      - Jean-François-Gille Colson (1733-1803), peintre, architecte et sculpteur

    - Gabrielle Duchange, baptisée le 25 janvier 1690,
    - Catherine[9] Duchange (1696-1768), née le 2 décembre 1696[10], mariée à Nicolas-Dauphin de Beauvais (1688[11]-1763)
      - Simon Dauphin de Beauvais (1725-1794)[12], peintre[13].
      - Charles-Nicolas-Dauphin de Beauvais (1730-1783), graveur,
      - Jacques-Philippe Beauvais (1736-1781), sculpteur et graveur,

    - Marguerite Duchange,
    - Louise Duchange mariée à Adrien Etienne Gobaut, marchand d'étoffes de soie,
    - Marie-Élisabeth Duchange, mariée à Nicolas-Gabriel Dupuis[14], graveur, frère de Charles Dupuis, graveur.

  - François Duchange, maître imprimeur,
  - Nicolas-François Duchange, maître tapissier,

## Œuvres

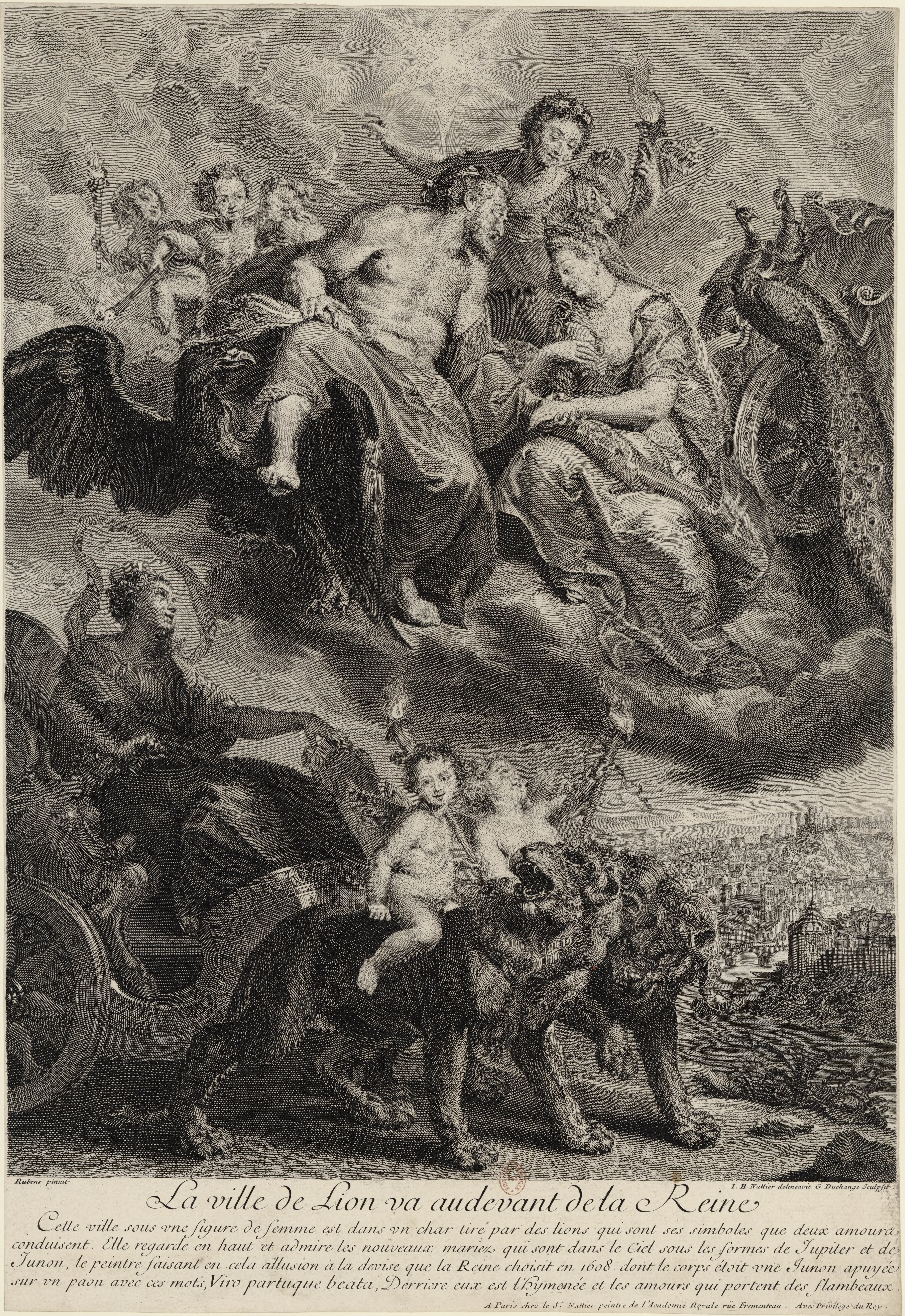
La ville de Lion va au devant de la Reine, de Gaspard Duchange en 1710.
La gallerie du palais du Luxembourg

- Christ au tombeau, d'après le tableau de Véronèse, estampe destinée au Recueil Crozat (no 42, 1729)[15].
- La Charité : Femme donnant le sein à un vieillard[16] ;
- Habillement du Roy d'armes[17] ;
- Habillement du grand prieur de l'abbaye de Saint-Rémy [18] ;
- Le lever du Roi[19] ;
- Le repas chez le Pharisien[20] ;
- Joseph se fait reconnaître "Ego sum Joseph"[21] ;
- Danaé[22] ;
- Figures de modes[23] ;
- La ville de Lion va au devant de la Reine[24].